# Harbour Islands
Harbour Islands är öar i territoriet Falklandsöarna (Storbritannien). De ligger i den södra delen av ögruppen, 120 km sydväst om huvudstaden Stanley.